# Свети Георги (Ресен)
Вижте пояснителната страница за други значения на Свети Георги.
„Свети Великомъченик Георги“ или „Свети Георгий“ (на македонска литературна норма: „Свети Георгиј“, „Свети Ѓорѓи“) е църква в град Ресен, Преспа, част от Преспанско-Пелагонийската епархия на Македонската православна църква – Охридска архиепископия.
В църквата има две мраморни римски надгробни плочи. Едната е вградена в пода с надписа нагоре, а другата е в западната стена отвън. Тази стела е с две полета, в които релефно са представени бюстове на мъж и жена. Плочите са от селото Козяк.
„Свети Георги“ дълго време е единствената ресенска църква. В 1844, 1846 и 1848 година в църквата работят видните зографи Михаил Анагност и синът му Николай Михайлов.
- „Свети Онисифор, Света Матрона и Свети Порфирий“, 1849 г.
- Икона на „Св. св. Кирил и Методий“, 1868 г.
- Иконостасът на храма

В 1845 година руският славист Виктор Григорович минава през града и в 1848 година описва Ресен в книгата си „Очерк путешествия по Европейской Турции“ така:
| „ | Град Ресна (Ресен), отдалечен на четири часа от езерото, е заселен с българи и има църква, посветена на Свети Георги и гръцко училище. В църквата намерих печатано във Воскополис житие на свети Климент, а на пода и извън нея няколко камъка с гръцки надписи и изображения. | “ |

В 1872 година, след създаването на Българската екзархия, след упорити борби църквата остава в ръцете на гъркоманите и българската община в 1894 година построява втората църква в града – „Св. св. Кирил и Методий“.